# Acianthera minima
Acianthera minima é uma espécie de orquídea epífita, família Orchidaceae, do Estado de São Paulo, Brasil, Cogniaux descreveu esta espécie com base em uma planta encontrada por Loefgren na Serra da Bocaina. Pela descrição original trata-se de planta muito similar à Acianthera cryptantha sobre as quais Cogniaux não estabelece a diferença.
Desde 2010 esta planta  encontra-se classificada na secção Cryptophoranthae de Acianthera, mas antes era conhecida como Cryptophoranthus minimus. Os Cryptophoranthus são as espécies brasileiras de Acianthera com caules curtos e flores juntas ao substrato. Suas flores têm as extremidades das sépalas coladas formando uma pequena janela.
As fotos que trazemos aqui são de uma planta, encontrada na serra da Mantiqueira que é bastante menor que a descrição de Cogniaux sugere. A menor espécie que pertence a esta Secção. Suspeitamos da possibilidade de a A. minima ser um sinônimo da A. cryptantha e que esta, aqui fotografada, seja, o Cryptophoranthus minutus cuja identidade ainda não está bem esclarecida. Somente quando for publicada uma revisão deste grupo saberemos com certeza.

## Publicação e sinônimos
- Acianthera minima (Cogn.) F.Barros, Bradea 8: 295 (2002).

Etimologia específica:  
Uma referência ao tamanho da planta e flor.
Sinônimos homotípicos:
- Cryptophoranthus minimus Cogn. in C.F.P.von Martius & auct. suc. (eds.), Fl. Bras. 3(6): 552 (1906).
- Pleurothallis minimifolia Luer, Monogr. Syst. Bot. Missouri Bot. Gard. 20: 16 (1986).
- Acianthera minimifolia (Luer) Pridgeon & M.W.Chase, Lindleyana 16: 244 (2001), nom. illeg.